# Несвитчено
Несвитчено — село в Кирсановском районе Тамбовской области России. Входит в состав Ковыльского сельсовета.

## География
Село находится в восточной части Тамбовской области, в лесостепной зоне, в пределах Окско-Донской равнины, на берегах реки Иноковки, на расстоянии примерно 19 километров (по прямой) к западу-юго-западу (WSW) от города Кирсанова, административного центра района. Абсолютная высота — 158 метров над уровнем моря.
Часовой пояс
Село Несвитчено, как и вся Тамбовская область, находится в часовой зоне МСК (московское время). Смещение применяемого времени относительно UTC составляет +3:00.

## История
По данным 1926 года имелось 126 хозяйств и проживало 610 человек (278 мужчин и 332 женщины). В административном отношении деревня входила в состав Иноковской волости Кирсановского уезда Тамбовской губернии.

## Население
| 2010 |
| ---- |
| 51   |

Половой состав
По данным Всероссийской переписи населения 2010 года в гендерной структуре населения мужчины составляли 51 %, женщины — соответственно 49 %.
Национальный состав
Согласно результатам переписи 2002 года, в национальной структуре населения русские составляли 99 % из 70 чел.

## Улицы
Уличная сеть села состоит из трёх улиц.